# Козевская
Козевская — деревня в Верховажском районе Вологодской области.
Входит в состав Сибирского сельского поселения, с точки зрения административно-территориального деления — в Сибирский сельсовет.
Расстояние по автодороге до районного центра Верховажья — 44,5 км, до центра муниципального образования Елисеевской — 13,5 км. Ближайшие населённые пункты — Аксеновская, Анисимовская, Савинская, Захаровская.
По переписи 2002 года население — 3 человека.